# Wolfgang Volz
Wolfgang Volz (* 17. Januar 1948
in Tuttlingen) ist ein deutscher Fotograf. Er wurde insbesondere durch seine Zusammenarbeit mit dem Künstlerpaar Christo und Jeanne-Claude bekannt, deren Kunstwerke er seit 1972 exklusiv fotografiert. Er gilt als „Das Auge von Christo und Jeanne-Claude“ (Werner Spies).

## Leben
Der in Tuttlingen geborene Volz zog noch im ersten Lebensjahr mit seinen Eltern nach Ravensburg und wuchs dort auf. Wolfgang Volz studierte bis 1974 an der Folkwangschule in Essen bei Otto Steinert. Er beendete das Studium mit einer Diplomarbeit mit dem Titel „Planetarischer Reiseführer – Die Erde“ bei Erich vom Endt. Er arbeitet seitdem freiberuflich als Fotograf. 1971 lernte Volz das Künstlerpaar Christo und Jeanne-Claude kennen. Er arbeitete für sie zunächst als Fotograf, später auch als technischer Leiter bei Großprojekten wie dem verhüllten Reichstagsgebäude. Bei den Verhüllten Bäumen und der Installation „Die Mauer, 13.000 Ölfässer“ war er technischer Direktor. „Wir können Christo, Jeanne-Claude und Wolfgang Volz überhaupt nicht mehr voneinander trennen. Wir begegnen einer unzerstörbaren Trinität.“ sagte der Kunsthistoriker Werner Spies. Seine Fotografien der Projekte von Christo und Jeanne-Claude wurden vielfach in Ausstellungen gezeigt.

„Außer Atem von einem Standpunkt zum anderen eilen, um nichts zu verpassen. Eine große Verantwortung, denn die Fotos sind das, was am Ende bleibt.“

2013 war Volz Projektleiter der Installation Big Air Package von Christo im Gasometer Oberhausen, eine zweite aufblasbare Kunststoffhülle, die den Raum ausfüllte.
Seit 1988 ist Volz mit der Photographin Sylvia Schmidt verheiratet. Sie fotografierte ebenfalls die Projekte von Christo und Jeanne-Claude. Wolfgang Volz lebt und arbeitet in Stockholm.

## Auftragsarbeiten
Wolfgang Volz arbeitet ebenso an eigenen Projekten und für Auftraggeber aus der Wirtschaft (u. a. DaimlerChrysler, Siemens und Buderus). Er veröffentlicht seine Bilder in zahlreichen namhaften Zeitschriften wie z. B. in Geo, Art Kunstmagazin, Wirtschaftswoche und Bild der Wissenschaft; darunter sind mehr als 100 Titelbilder. Daneben arbeitet er auch als Ausstellungskurator. 2001 realisierte er die Ausstellung Blaues Gold im Gasometer Oberhausen. 2007 war er gemeinsam mit Peter Pachnicke für die Ausstellung Das Auge des Himmels – Satellitenbilder der Erde im Gasometer Oberhausen verantwortlich.

## Auszeichnungen (Auswahl)
- Deutscher Jugendfotopreis 1969–1972
- 1978 Deutscher Wirtschaftsfoto Preis
- 1996 Infinity Award for Applied Photography

## Ausstellungen (Auswahl)
- 2002 China Landscape. Ausstellung LUDWIG GALERIE, Schloss Oberhausen
- 2003 CHINA-USA Landschaften von Wolfgang Volz. Museum Haus Ludwig für Kunstausstellungen, Saarlouis
- 2005 ManMade Planet – Photographies by Wolfgang Volz. Chelsea Art Museum, New York
- 2006 Photographien von Kunstlandschaften, Kunstverein Region Heinsberg
- 2022: Wolfgang Volz „Das Auge von Christo und Jeanne-Claude“. Fotografie, Grafik, Stadtmuseum Siegburg, in Kooperation mit dem Katholisch-Sozialen Institut